# The Church
Pour les articles homonymes, voir Church.
The Church est un groupe de rock australien, originaire de Sydney. Il est formé en 1980 avec Steve Kilbey au chant et à la basse, les guitaristes Peter Koppes et Marty Willson-Piper et le batteur Nick Ward. Rattaché à la new wave et au néo-psychédélisme au début des années 1980, le groupe explore divers styles de musique rock et finit par se rapprocher du rock progressif avec de longs titres instrumentaux et une interaction complexe dans le jeu des guitares.
Le groupe connait le succès international avec le titre Under the Milky Way, extrait de l'album Starfish en 1988 et élu meilleur single de l'année, lors de la cérémonie des ARIA Music Awards en 1989. Cette chanson a plus tard été incluse dans la bande originale du film Donnie Darko.
The Church entre au ARIA Hall of Fame en 2010.

## Biographie

### Débuts etOf Skins and Heart(1980–1981)
Le chanteur et bassiste Steve Kilbey joue d'abord avec le guitariste Peter Koppes dans un groupe de glam rock local appelé Baby Grande à Canberra, au milieu des années 1970,
. Une fois séparés, ils jouent chacun de leurs côtés dans des groupes comme Tactics (Kilbey) et Limazine (Koppes), puis se retrouvent à Sydney en mars 1980 et forment un trio qui deviendra The Church, avec Nick Ward à la batterie,. Leur nom est la version raccourcie d'une proposition faite par Kilbey : The Church of Man,. Un mois plus tard, Marty Willson-Piper, originaire de Liverpool, au Royaume-Uni, assiste à leur 3e concert et fait ensuite la rencontre de Kilbey. Cette même nuit, il est invité à se joindre au groupe à la guitare, établissant ainsi la formation classique à deux guitares.
Une démo quatre titres est enregistrée dans le petit studio de Kilbey, et notamment envoyée à Baby Grande et ATV Northern Songs. La chanson Chrome Injury attire l'attention du directeur manager Chris Gilbey, qui signe le groupe dans sa compagnie fraichement lancée, en partenariat avec EMI et le fraichement relancé Parlophone. Gilbey ira en répétition avec le groupe pour affiner leur son à l'aide d'une guitare Rickenbacker à 12 cordes, et d'une tape delay Klemt Echolette qu'il donne à Koppes. Seule la chanson Chrome Injury sera enregistrée.
Le premier album du groupe , Of Skins and Heart, est enregistré à la fin 1980, produit par Gilbey et mixé par Bob Clearmountain. Sept des neuf chansons sont écrites par Kilbey et les deux restantes par le reste du groupe. Le premier single, She Never Said, est publié en novembre, mais n'atteint pas les charts. Au début de 1981, Ward est remplacé à la batterie par Richard Ploog. Il est recruté par leur manager, Michael Chugg, après avoir entendu parler de lui à Adélaïde. L'arrivée de Ploog donne une première formation stable de The Church. Le deuxième single, The Unguarded Moment, coécrit par Kilbey et Michelle Parker, est publié hors de l'album en mars 1981, mais uniquement en Australie dans un premier temps. The Unguarded Moment atteint la 22e place du Kent Music Report Singles Chart, et Of Skins and Heart est certifié disque d'or, atteignant la même place dans l'Albums Chart. En soutien à l'album, le groupe entreprend sa première tournée nationale.
Les premiers enregistrements avec Ploog sont publiés comme double EP 7", sous le titre de Too Fast for You, en juillet. Le succès commercial de Of Skins and Heart permet à Gilbey de présenter l'album à Freddie Cannon du label français Carrère Records et Rupert Perry du label américain Capitol Records. Les deux labels publient l'album en 1982, sous le titre de The Church, altérant légèrement la liste des titres. The Church atteint la 7e place en Nouvelle-Zélande, et la 13e en Suède,.

### DeThe Blurred CrusadeàPersia(1982–1985)
Leur deuxième album, The Blurred Crusade, est publié en 1982, et est produit et mixé par Bob Clearmountain,. Il est stylistiquement plus complexe que son prédécesseur qui incorpore clairement des éléments de psychedelia. « Avec ses paroles mystiques, ce deuxième album ... amène un style propre au groupe sur le devant de la scène. » L'album atteint la 10e place des classements et le single, Almost With You, est classé 21e du top 30.
The Church entreprend une deuxième tournée australienne, tandis que Carrère publie l'album en Europe, générant suffisamment de ventes pour financer une autre tournée. Cependant, Capitol refusera de sortir The Blurred Crusade en Amérique du Nord et demandera au groupe d'écrire des chansons plus adaptées à la radio, ce qui répugnera le groupe. Une autre session de cinq titres est offerte à Capitol, qui ne sera plus intéressé par le groupe et qui les renverra. Cette session devient un EP intitulé  Sing-Songs, publié en Australie. Entretemps, leur manager, Michael Chugg, leur arrange une tournée britannique avec le groupe pop Duran Duran, mais The Church la quitte après huit concerts, sentant qu'ils n'intéressaient pas le public. Le groupe tourne en Scandinavie et en Europe en 1982.
En mai 1983, sort leur troisième album, Seance, coproduit par The Church et John Bee (Hoodoo Gurus, Icehouse, The Divinyls), qui atteint la 18e place des classements,,. Il incorpore des éléments de claviers et de synthétiseurs.
Pour Seance, le groupe s'offre les services de Nick Launay au mixage (Midnight Oil). Seance est encore dominé par l'écriture musicale de Kilbey. Après la sortie de l'album, le groupe publie deux nouveaux EP en 1984, Remote Luxury en mars, et Persia en août, mais uniquement en Australie et en Nouvelle-Zélande. Les EP atteignent le Top 50 de l'Australian Albums Chart. Encore une fois, pratiquement toutes les chansons sont écrites par Kilbey, mais comparé à Seance, l'atmosphère est plus légère et moins morne. Le groupe signe plus tard sur le label américain Warner Bros. Records. Les deux EP sont réédités à l'international en un album single intitulé Remote Luxury. Le début 1985 est calme pour le groupe, les membres prenant du bon temps à Stockholm, Sydney et en Jamaïque. Le premier single solo de Kilbey, This Asphalt Eden, est publié chez EMI/Parlophone, et il participe aussi à la production du single Benefit of the Doubt de The Crystal Set.

### DeHeydayàPriest=Aura(1985–1992)

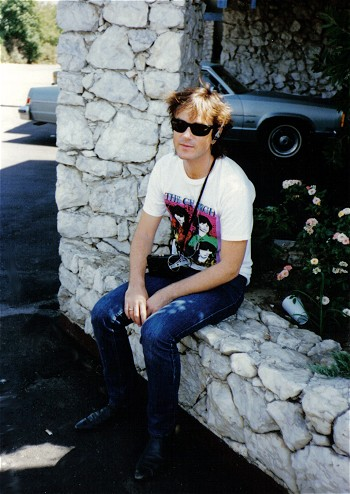
Steve Kilbey, en Californie, en 1986.

The Church revient aux Studios 301 à la mi-1985 pour un nouvel album, Heyday, avec le producteur et ingénieur-son britannique Peter Walsh (Simple Minds, Scott Walker, Peter Gabriel). Leur premier single en près de deux ans, Already Yesterday, est publié en octobre et atteint le top 100,. Heyday suit en novembre. Publié en Australie, Nouvelle-Zélande, Europe et aux US, l'album est chaleureusement accueilli. En Australie, il atteint la 19e place et le classement américain Billboard 200. Une tournée promotionnelle est lancée en avril 1986, avec des concerts à la fois nationales et internationales. Willson-Piper part sans crier gare à mi-chemin de la tournée à cause de tensions au sein du groupe ; le groupe joue en trio le 10 juillet à Hambourg, en Allemagne. Willson-Piper revient quelques semaines plus tard d'un commun accord avec Kilbey.
Malgré l'atmosphère palpable et l'accueil général chaleureux, de mauvais chiffres de ventes de leurs singles en Australie mènent à leur renvoi d'EMI. Un double-album, Bootleg, devait voir le jour, mais il n'en sera rien. Depuis, le groupe se vend mieux en dehors de l'Australie, et opte pour un contrat de quatre albums avec le label américain Arista Records en 1987. Pour les sorties australiennes, ils signent chez Mushroom Records.
Les enregistrements prennent place à Los Angeles, avec les producteurs Waddy Wachtel (Bob Dylan, Rolling Stones, Robbie Williams) et Greg Ladanyi (Warren Zevon, Jackson Browne, Fleetwood Mac),. La nervosité liée à leur nouvelle vie aux États-Unis affecte les enregistrements. Quatre semaines de répétitions mènent à la sortie de l'album Starfish. Publié en février 1988, Starfish trouve sa place au sein du grand public, marquant un pic de popularité mondial pour le groupe. Il atteint la 11e place en Australie, et le Top 50 aux US,. L'album est certifié disque d'or en décembre 1992 par la Recording Industry Association of America.
The Church joue en soutien à Starfish avec une tournée de neuf dates. Plus tard, le groupe sort l'album Gold Afternoon Fix, bien différent de son prédécesseur, mais qui atteint la 12e place de l'Australian Recording Industry Association (ARIA) Albums Chart. Gold Afternoon Fix est soutenu par une campagne publicitaire faite par Arista, puis le groupe part en tournée avec le batteur de Patti Smith, Jay Dee Daugherty. L'album comprend le hit single, Metropolis. Par la suite, le groupe revient aux Studios 301 à Sydney pour un nouvel album. Ainsi sort Priest=Aura, titre inspiré d'une phrase qu'avait mal compris Kilbey lorsqu'il lisait une traduction de l'anglais à l'espagnol ('priest' = 'cura'), qui comprend 14 chansons pour un total de 65 minutes. Après sa sortie le 10 mars 1992, Priest=Aura est accueilli d'une manière mitigée, et n'atteint que le top 30 australien.

### DeSometime AnywhereàUninvited Like the Clouds(1993–2007)
Malgré la perte de Koppes, Arista décide de continuer leur contrat ; Kilbey et Willson-Piper écriront alors un nouvel album. Au début de 1994, ils s'associent avec l'ami d'enfance de Willson-Piper, Andy « Dare » Mason pour la production et le mixage. En session, ils font aussi appel au batteur Tim Powles (ex-The Venetians). L'album qui en résulte, Sometime Anywhere, est publié en mai 1994, et atteint le top 30. Désormais sans label, le futur du groupe est dans le trouble, mais Kilbey et Willson-Piper commencent à travailler sur de nouvelles chansons en 1995. Finalement sort l'album Magician Among the Spirits.
En février 2007 sort El Momento Siguiente, un deuxième album de réinterprétations acoustiques.

### DeShriekau30eanniversaire (2008–2011)
En février 2009, le groupe entre en studio pour enregistrer un nouvel album, la chanson The Coffee Song, et une reprise d'une chanson classique de Kate Bush, Hounds of Love. Le mois suivant, ils sortent l'EP Pangaea, qui comprend la chanson-titre de leur futur album. Le label Unorthodox Records publie album Untitled #23 en Australie en mars, et le label américain Second Motion Records le publie peu après à l'international.
Le 27 novembre 2009, The Church publie un autre EP, Operetta. La chanson-titre est reprise de Untitled #23, mais les autres chansons sont inédites.
En février 2010, le groupe annonce la célébration de leur 30e année d'existence avec une tournée appelée An Intimate Space. En octobre, Second Motion Records réédite les six premiers albums de Church aux États-Unis, accompagnés de chansons bonus et de notes exclusives par Willson-Piper.
Le 27 octobre 2010, The Church entre au ARIA Hall of Fame,,. Le groupe traverse encore une fois les États-Unis en février 2011 pour la tournée Future Past Perfect jouant trois albums dans leur intégralité : Untitled #23, Priest=Aura et Starfish. Le 10 avril, ils jouent un concert appelé A Psychedelic Symphony au Sydney Opera House. En décembre, ils concluent la tournée Future Past Perfect avec une douzaine de dates de concerts australiens.

### Further/DeeperetMan Woman Life Death Infinity(depuis 2012)
En novembre et décembre 2012, The Church joue plusieurs concerts en Australie et Nouvelle-Zélande avec Simple Minds, Devo et Models. En mars 2013, des tensions se font ressentir au sein du groupe, Steve Kilbey menaçant de quitter The Church à cause de défauts de paiements. Plus tard, Kilbey annonce le départ de Willson-Piper qui sera remplacé par le guitariste Ian Haug.
Un nouvel album, Further/Deeper, es publié le 17 octobre 2014. Enregistré en huit jours à la fin 2013, Further/Deeper est produit par Powles. Pour le Courier-Mail, Noel Mengel attribue 4,5 étoiles à l'album, et Jeff Apter lui assigne quatre étoiles pour le Rolling Stone Australia,. Le groupe tourne en soutien à Further/Deeper en Australie, puis en Amérique du Nord et en Europe
En 2016, le groupe revient jouer deux fois aux US, d'abord avec The Flaming Lips et Young Fathers au Mavericks Festival à San Antonio, Texas.

## Membres

### Membres actuels
- Steve Kilbey - chant, basse, claviers, guitare, bottleneck (depuis 1980)
- Tim Powles - batterie (depuis 1993)
- Ian Haug - guitare, chœurs (depuis 2013)
- Ashley Naylor - guitare, chœurs (depuis 2020)
- Jeffrey Cain - guitare, claviers, chœurs (depuis 2020, 2017-2019 : musicien additionnel de tournées)

### Anciens membres
- Nick Ward - batterie, percussions, chœurs (1980-1981)
- Richard Ploog - batterie, percussions, chœurs (1981-1990)
- Craig Hooper - claviers (1984)
- Jay Dee Daugherty - batterie (1990-1993)
- Marty Willson-Piper - guitare, chœurs, basse (1980-2013)
- Peter Koppes - guitare, bottleneck, chœurs, percussions, orgue, piano (1980-1992, 1998-2019)

## Discographie

### Albums studio
- 1981 - Of Skins and Heart
- 1982 - The Blurred Crusade
- 1983 - Seance
- 1984 - Remote Luxury
- 1985 - Heyday
- 1988 - Starfish
- 1990 - Gold Afternoon Fix
- 1992 - Priest=Aura
- 1994 - Sometime Anywhere / Somewhere Else
- 1996 - Magician Among the Spirits
- 1998 - Hologram of Baal
- 1999 - A Box of Birds (album de reprises)
- 2002 - After Everything Now This
- 2003 - Forget Yourself
- 2004 - Jammed
- 2005 - El Momento Descuidado (album acoustique)
- 2005 - Back with Two Beasts
- 2006 - Uninvited, Like the Clouds
- 2007 - El Momento Siguiente (album acoustique)
- 2008 - Shriek: Excerpts from the Soundtrack
- 2009 - Untitled No. 23
- 2014 - Further/Deeper
- 2017 - Man Woman Life Death Infinity
- 2023 - The Hypnogogue
- 2024 - Eros Zeta and the Perfumed Guitars

### EP
- 1981 - Too Fast For You
- 1982 - Temperature Drop in Down Town Winterland
- 1982 - Sing Songs
- 1984 - Remote Luxury
- 1984 - Persia
- 2009 - Coffee Hounds
- 2009 - Pangea
- 2009 - Operatta
- 2010 - Deadman's Hand

### Album live
- 2014 - A Psychedelic Symphony

### Compilations
- 1987 - Hindsight 1980-1987
- 1988 - Conception
- 1991 - A Quick Smoke at Spot's (Archives 1986-1990)
- 1994 - Almost Yesterday 1981–1990
- 1999 - Under the Milky Way: The Best of the Church
- 1999 - The Best of the Church
- 2001 - Singsongs//Remote Luxury//Persia
- 2002 - Parallel Universe
- 2004 - Beside Yourself
- 2006 - Tin Mine
- 2007 - Deep in the Shallows: The Classic Singles Collection